# Eutin 08
De Eutiner Sportvereinigung von 1908 e. V, kortweg Eutin 08, is een Duitse omnisportvereniging uit Eutin in Sleeswijk-Holstein. De club is vooral bekend van de voetbalafdeling maar doet ook onder meer aan handbal en gymnastiek.
Op 13 augustus 1908 werd de 1. Eutiner Fußballclub von 1908 opgericht en ging in 1913 in competitieverband spelen. In 1921 werd door uitbreiding met andere sporten de vereniging hernoemd in Eutiner Sportvereinigung von 1908. In 1932 liep Eutinger SV net promotie naar de Oberliga Lübeck-Mecklenburg mis. In 1944 werd de club ontbonden maar direct na afloop van de Tweede Wereldoorlog weer geactiveerd. In het seizoen 1947/48 werd deelgenomen aan de Landesliga Schleswig-Holstein en een jaar later liep de club promotie naar de Oberliga Nord mis in de playoffs. De club zakte weg en speelde lang op lager niveau. In 1985 verloor Eutin 08 de finale van de beker van het Schleswig-Holsteinischer Fußballverband van Itzehoer SV. In 2017 werd Eutin 08 kampioen in de Schleswig-Holstein-Liga en promoveerde voor het eerst naar de Regionalliga Nord.

## Eindklasseringen vanaf 1969
| Seizoen | Competitie                                | Niveau | Eindstand | DFB Pokal | Opmerking                                                                   |
| ------- | ----------------------------------------- | ------ | --------- | --------- | --------------------------------------------------------------------------- |
| 1968/69 | Bezirksliga Schleswig-Holstein Süd        | V      | 6         | --        |                                                                             |
| 1969/70 | Bezirksliga Schleswig-Holstein Süd        | V      | 2         | --        |                                                                             |
| 1970/71 | Bezirksliga Schleswig-Holstein Süd        | V      | 1         | --        |                                                                             |
| 1971/72 | Verbandsliga Schleswig-Holstein Süd       | IV     | 1         | --        |                                                                             |
| 1972/73 | Landesliga Schleswig-Holstein             | III    | 7         | --        |                                                                             |
| 1973/74 | Landesliga Schleswig-Holstein             | III    | 13        | --        |                                                                             |
| 1974/75 | Landesliga Schleswig-Holstein             | IV     | 11        | --        | invoering Oberliga Nord                                                     |
| 1975/76 | Landesliga Schleswig-Holstein             | IV     | 10        | --        |                                                                             |
| 1976/77 | Landesliga Schleswig-Holstein             | IV     | 8         | --        |                                                                             |
| 1977/78 | Landesliga Schleswig-Holstein             | IV     | 5         | --        |                                                                             |
| 1978/79 | Verbandsliga Schleswig-Holstein           | IV     | 9         | --        |                                                                             |
| 1979/80 | Verbandsliga Schleswig-Holstein           | IV     | 2         | --        |                                                                             |
| 1980/81 | Verbandsliga Schleswig-Holstein           | IV     | 1         | --        |                                                                             |
| 1981/82 | Verbandsliga Schleswig-Holstein           | IV     | 7         | --        |                                                                             |
| 1982/83 | Verbandsliga Schleswig-Holstein           | IV     | 3         | --        |                                                                             |
| 1983/84 | Verbandsliga Schleswig-Holstein           | IV     | 7         | --        |                                                                             |
| 1984/85 | Verbandsliga Schleswig-Holstein           | IV     | 2         | --        |                                                                             |
| 1985/86 | Verbandsliga Schleswig-Holstein           | IV     | 8         | --        |                                                                             |
| 1986/87 | Verbandsliga Schleswig-Holstein           | IV     | 12        | --        |                                                                             |
| 1987/88 | Verbandsliga Schleswig-Holstein           | IV     | 10        | --        |                                                                             |
| 1988/89 | Verbandsliga Schleswig-Holstein           | IV     | 5         | --        |                                                                             |
| 1989/90 | Verbandsliga Schleswig-Holstein           | IV     | 2         | --        | kampioen VfB Lübeck ziet af van promotie                                    |
| 1990/91 | Oberliga Nord                             | III    | 17        | --        |                                                                             |
| 1991/92 | Verbandsliga Schleswig-Holstein           | IV     | 14        | --        |                                                                             |
| 1992/93 | Landesliga Schleswig-Holstein Süd         | V      | 12        | --        |                                                                             |
| 1993/94 | Landesliga Schleswig-Holstein Süd         | V      | 15        | --        |                                                                             |
| 1994/95 | Bezirksliga Schleswig-Holstein Süd        | VII    | ?         | --        | herinvoering Regionalliga                                                   |
| 1995/96 | Bezirksliga Schleswig-Holstein Süd        | VII    | 5         | --        |                                                                             |
| 1996/97 | Bezirksliga Schleswig-Holstein Süd        | VII    | ?         | --        |                                                                             |
| 1997/98 | ??                                        | ?      | ?         | --        |                                                                             |
| 1998/99 | Bezirksklasse Schleswig-Holstein Süd      | VII    | 1         | --        |                                                                             |
| 1999/00 | Bezirksliga Schleswig-Holstein Süd (Nord) | VII    | 3         | --        |                                                                             |
| 2000/01 | Bezirksliga Schleswig-Holstein Süd (Nord) | VII    | 9         | --        |                                                                             |
| 2001/02 | Bezirksliga Schleswig-Holstein Süd (Nord) | VII    | 6         | --        |                                                                             |
| 2002/03 | Bezirksliga Schleswig-Holstein Süd (Nord) | VII    | 9         | --        |                                                                             |
| 2003/04 | Bezirksliga Schleswig-Holstein Süd (Nord) | VII    | 5         | --        |                                                                             |
| 2004/05 | Bezirksliga Schleswig-Holstein Süd (Nord) | VII    | 10        | --        |                                                                             |
| 2005/06 | Bezirksliga Schleswig-Holstein Süd (Nord) | VII    | 15        | --        |                                                                             |
| 2006/07 | Kreisliga A Ostholstein                   | VIII   | 1         | --        |                                                                             |
| 2007/08 | Bezirksliga Schleswig-Holstein Süd (Nord) | VII    | 1         | --        |                                                                             |
| 2008/09 | Verbandsliga Süd-Ost                      | VI     | 12        | --        |                                                                             |
| 2009/10 | Verbandsliga Süd-Ost                      | VI     | 4         | --        |                                                                             |
| 2010/11 | Verbandsliga Süd-Ost                      | VI     | 11        | --        |                                                                             |
| 2011/12 | Verbandsliga Süd-Ost                      | VI     | 18        | --        |                                                                             |
| 2012/13 | Kreisliga Ost-Holstein                    | VII    | 1         | --        |                                                                             |
| 2013/14 | Verbandsliga Süd-Ost                      | VI     | 1         | --        |                                                                             |
| 2014/15 | Schleswig-Holstein Liga                   | V      | 4         | --        |                                                                             |
| 2015/16 | Schleswig-Holstein Liga                   | V      | 2         | --        |                                                                             |
| 2016/17 | Schleswig-Holstein Liga                   | V      | 1         | --        | Winnaar promotieserie met Altona 93, Bremer SV en Eintracht Northeim        |
| 2017/18 | Regionalliga Nord                         | IV     | 17        | --        |                                                                             |
| 2018/19 | Oberliga Schleswig-Holstein               | V      | 9         | --        |                                                                             |
| 2019/20 | Oberliga Schleswig-Holstein               | V      | 11        | --        | competitie afgebroken i.v.m. coronapandemie                                 |
| 2020/21 | Oberliga Schleswig-Holstein               | V      | --        | --        | competitie afgebroken i.v.m. coronapandemie. Er wordt geen stand opgemaakt. |
| 2021/22 | Oberliga Schleswig-Holstein               | V      | 16        | --        | 9e Groep Zuid                                                               |
| 2022/23 | Landesliga Holstein                       | VI     | 7         | --        |                                                                             |
| 2023/24 | Landesliga Holstein                       | VI     | 1         | --        |                                                                             |
| 2024/25 | Oberliga Schleswig-Holstein               | V      | 9         | --        |                                                                             |
| 2025/26 | Oberliga Schleswig-Holstein               | V      | .         |           |                                                                             |

Eckernförder SV ·
SV Eichede ·
Eutin 08 ·
TSB Flensburg ·
Heider SV ·
MTSV Hohenwestedt ·
FC Kilia Kiel ·
FC Dornbreite Lübeck ·
VfB Lübeck II ·
Eidertal Molfsee ·
PSV Union Neumünster ·
VfR Neumünster ·
TSV Nordmark Satrup ·
Oldenburger SV ·
SV Preußen Reinfeld ·
TuS Rotenhof